# Tachina rustica
Tachina rustica là một loài ruồi trong họ Tachinidae.